# J Records
J Records – amerykańska wytwórnia muzyczna założona w 2002 roku, należąca do Sony Music Entertainment. Przestała istnieć w 2011 roku, a jej funkcje przejęło RCA Records. Dystrybutorem wytwórni było RCA/Jive Label Group.

## Informacje o wytwórni
Wytwórnia powstała w roku 2000, dzięki Clive’owi Davisowi. Pierwszym artystą, który podpisał kontrakt z J Records była Olivia. W 2001 roku wytwórnia podpisała kontrakt z Alicią Keys, której debiutancki album Songs in A Minor okazał się wielkim sukcesem i sprzedał się w nakładzie 12 mln egzemplarzy na całym świecie. Sukces z J Records osiągnęli też O-Town, D’Angelo, Jamie Foxx i Monica.

## Współpracujący artyści
- Ahmad Belvin
- Alicia Keys
- Annie Lennox
- Barry Manilow
- BC Jean
- Black Buddafly
- Boxie
- C Ride
- CJ Hilton
- D Angelo
- Daniel Merriweather
- Dido
- Fantasia
- Gavin DeGraw
- Hurricane Chris
- Jack Splash
- Jamie Foxx
- Jazmine Sullivan
- Jennifer Hudson
- Krista
- Leona Lewis
- Mario
- Mike Posner
- Monica
- Nina Sky
- Pitbull
- Rod Stewart
- Santana
- Sarah McLachlan
- Yo Gotti
- Busta Rhymes
- Cassidy
- Deborah Cox
- Jimmy Cozier
- Taylor Hicks
- Whitney Houston
- Wyclef Jean
- Lamya
- Olivia
- Mashonda
- Next
- O-Town
- One Chance
- Pearl Jam
- Smitty
- Soil
- Angie Stone
- Ruben Studdard
- Udora
- Luther Vandross
- Eddie Vedder
- The White Tie Affair
- Yung Wun